# Bildnis Marianne von Werefkin
Bildnis Marianne von Werefkin ist der Titel einer Bleistiftzeichnung von Marianne von Werefkin des Künstlers Alexej Jawlensky, die Clemens Weiler 1951 von Lisa Kümmel für das Museum Wiesbaden erwarb. Die Zeichnung trägt die Inventar-Nummer Z 19.

## Technik, Maße, Beschriftung
Das Porträt zeichnete Jawlensky mit Bleistift auf weißem Büttenpapier, das oben und links beschnitten ist. Es hat die Maße 36 × 26 cm / 38 × 27 cm. Verso befindet sich ein weiblicher Rückenakt, der „um 1909/10“ datiert wird.
Signiert ist das Blatt unten links: „A. Jawlensky“ und ist unten rechts „1898“ datiert, gleich zweimal übereinander von fremder Hand. Vermutet wird, die Beschriftung stamme „möglicherweise von Andreas Jawlensky.“

## Datierung und Malweise
Wäre die Datierung „1898“ zutreffend, dann wäre die Zeichnung in der Zeit entstanden, als Jawlensky in der Ažbe-Schule viel zeichnete, zu dem Zeitpunkt also, als er zum „ersten Mal von großer Form und Linie“, hörte. Doch diese Charakterisierung lässt sich nicht auf diese Zeichnung übertragen. Jawlenskys Zeichenstil wurde seinen Gemälden um 1900 verwandt erkannt, was an einigen malerischen Einzelheiten nachvollzogen werden kann. So akzentuiert er punktuell verschiedene Partien im Gesicht, am Arm und der Hand. Er modelliert die Figur mit Licht und Schatten, wie sein großes Vorbild Anders Zorn, zu dem er sich in seinen Lebenserinnerungen bekennt. Die Art, wie er mit mehreren Strichlagen Tiefe und Volumen erzeugt, wie mit wenigen, aber kräftigen, kurzen und sicheren Strichen Mund und Augen gesetzt werden, legen nahe, dass das Porträt einige Jahre nach 1898 entstand.